# Jean Étienne Robert Pons-Saint-Martin
 (mars 2025).
Si vous disposez d'ouvrages ou d'articles de référence ou si vous connaissez des sites web de qualité traitant du thème abordé ici, merci de compléter l'article en donnant les références utiles à sa vérifiabilité et en les liant à la section « Notes et références ».
Jean Étienne Robert Pons-Saint-Martin est un homme politique français né le 20 décembre 1750 à Saint-Geniez-d'Olt (Aveyron) et mort le 14 décembre 1821 au même lieu.

## Biographie
Maire de Saint-Martin, il est élu député de l'Aveyron au Conseil des Cinq-Cents le 24 vendémiaire an IV. Il quitte l'assemblée en l'an VII.

## Sources
- « Jean Étienne Robert Pons-Saint-Martin », dans Adolphe Robert et Gaston Cougny, Dictionnaire des parlementaires français, Edgar Bourloton, 1889-1891 [détail de l’édition]